# Победительница (фильм, 2005)
«Победи́тельница» (англ. The Prize Winner of Defiance, Ohio) — биографический фильм 2005 года режиссёра и сценариста Джейн Андерсон, снятый по одноимённой книге писательницы Терри Райан. В главных ролях — Джулианна Мур, Вуди Харрельсон и Лора Дерн.

## Сюжет
Эвелин Райан — прирождённая домохозяйка и мать десятерых детей, живущая в 1960-х годах. Её муж не знает как свести концы с концами, поэтому срок закладной истекает, а счёт в банке пустеет. Эвелин приходится найти способ сохранить свою семью. Благодаря своему остроумию она находит источник благополучия семьи в получении призовых сумм на конкурсах на лучший слоган для рекламных роликов.

## В ролях
| Актёр             | Роль                   |
| ----------------- | ---------------------- |
| Джулианна Мур     | Эвелин Райан           |
| Вуди Харрельсон   | Келли Райан муж Эвелин |
| Лора Дерн         | Дорта Шефер            |
| Тревор Морган     | Брюс Райан             |
| Эллари Портерфилд | Тафф Райан             |
| Саймон Рейнольдс  | Молочник Рэй           |
| Монте Ганье       | Леа Рэй Райан          |
| Роберт Кларк      | Дик Райан              |
| Майкл Ситер       | Баб Райан              |
| Эрик Кнудсен      | Рог Райан              |